# Катерина Корнаро
Катерина Корнаро (на гръцки: Αικατερίνη Κορνάρο; на италиански: Caterina Cornaro) е венецианска аристократка, последната кралица на Кралство Кипър, омъжена за Жак II дьо Лузинян (Жак Копелето), крал на Кипър, Йерусалим и Армения. С този брак тя му осигурява така необходимия за страната съюз с Венеция.

## Произход
Историята на фамилията на Катерина достига до древния патрициански род Корнелиус и съществува над хиляда години. Състои се от няколко големи богати клана, към които спада и падуанският клон Сан Касиано. Неговите представители пристигат и се заселват във Венеция по време на основаването на Венецианската република. Катерина произхожда от един от клоновете на този клан.
Марко Корнаро, бащата на Катерина, е влиятелен венециански аристократ и дипломат, рицар на Свещената Римска империя, чиито финансови и търговски интереси се простират по цялото Средиземноморие. Услугите му като дипломат често се ползват от Венецианското правителство. През 1444 г. той се жени за Фиоренца Криспо, гръцка принцеса, дъщеря на Николо Криспо и Валенца Комнина, господари на Сирос и Санторини, и правнучка на Йоан Комнин, император на Трапезундската империя. В семейството се раждат шест дъщери и двама сина – Катерина, Виоланта, Корнелия, Мариета, Бианка, Лучия, Лука и Джорджо.
Фамилията Корнаро дава на Венецианската република четирима дожи, включително Марко Корнаро, прадядо на Катерина. Нейните членове имат близки търговски отношения с Кипър, където ръководят част от добива на мед и производството на захар.

## Детство
Катерина Корнаро е родена на 25 ноември 1454 г., в деня на Света Екатерина, в потомствения дворец Сан Касиано (днешен Ка' Корнер дела Реджина), разположен на брега на величествения Канале Гранде във Венеция. Възпитавана е в традициите на богатите венециански фамилии от онова време. В съответствие с тях се облича скромно и не носи никакви накити освен златен кръст. Излиза само за да отиде в църквата, покрита от глава до пети с бяла дреха, наричана „фацуоло“, и задължително придружена от по-възрастна дама. На 10-годишна възраст е изпратена в бенедиктинския манастир „Света Урсула“ в Падуа, в който се обучават момичета от висшето съсловие.

## Кипър през 15 век
През юли 1468 г. във Венеция пристига представител на кипърския крал Жак II дьо Лузинян, за да иска ръката на Катерина за своя суверен. Връзката между двете фамилии датира още от 1366 г., когато Федерико Корнаро предоставя на Петър I Кипърски кредит и впоследствие става основен кредитор не само на кралския дом на Лузиняните, но и на много кипърски аристократи и земеделци. За тези си заслуги той получава от владетеля потомствено рицарско звание и обширни владения на острова.
През 1461 г., в крайно сложна ситуация, кипърският престол се заема от 22-годишния Жак II дьо Лузинян. Държавата е разрушена от гражданска война, съсипана от глад, чума и тежкия ежегоден данък, който трябва да се плаща на египетския султан. Римският папа отказва да признае Кипър като самостоятелно кралство, което влияе зле на отношенията с другите държави. В същото време доведената сестра на Жак, Шарлота, бяга от Кипър и се готви да завземе престола с помощта на чужди държави. В тази тежка обстановка младият крал разчита на постоянната финансова подкрепа от чичото на Катерина, който му отпуска огромни суми в злато.

## Годеж и брак
При една от срещите на двамата мъже, Жак вижда миниатюра с портрета на Катерина, остава очарован от красотата ѝ и решава да я направи своя съпруга и кралица на Кипър, още повече че това съвпада с интересите на острова. Сенатът на Венеция възприема неговото предложение като важно държавно дело и се отнася към Катерина не само като към дъщеря на Марко Корнаро, но и като представителка на Венецианската република. Катерина официално е обявена за дъщеря на Свети Марко, покровителя на Венеция, и получава ново име – Катерина-Венета. Това решение на сената е обявено веднага след предложението за брак на Жак II.
Годежът се състои на 10 юли 1468 г., като кипърският крал се представлява от Филип Мистакиел, а Катерина се явява като дъщеря не на баща си, а на Свети Марко, което води до сериозни правни последици. От този момент, веднага след сключването на брака, ако Жак II умре без наследници, Кралство Кипър трябва да се ръководи от Катерина като негова кралица. Ако Катерина след това не сключи втори брак и умре, то Венецианската република, явяваща се формално като най-близък неин роднина, може да предяви своите права над Кипър.
Пред Жак, в случай на брак с Катерина, се открива неизбежната перспектива той, заедно с цялото си семейство, да застане на пътя на Венеция към завладяването на Кипър. Затова през следващите години кралят прави всичко възможно да избегне този брак, като разглежда други възможни брачни съюзи, главно с Неаполитанското кралство. Венецианската република от своя страна полага сериозни усилия да направи Катерина кралица на Кипър. В резултат на обективни и субективни обстоятелства, на 14 юли 1472 г. във Венеция пристигат три кипърски галери, за да отведат тържествено Катерина на острова. През същия ден в базиликата Свети Марко се състои отложената тържествена церемония, при която Катерина става дъщеря на Свети Марко, а оттам и на Венецианската република.
Сватбата на Катерина и Жак е отпразнувана в Кипър, в католическата катедрала „Свети Никола“ във Фамагуста, а коронясването на Катерина за кралица на Йерусалим, Кипър и Армения се състои в столицата на страната Никозия.

## Управление на Жак II дьо Лузинян
Жак II дьо Лузинян управлява Кипър разумно и с желязна ръка. Използва огромните заеми, които е взел, за закупуване на зърно за гладуващия народ, за медицинска помощ по време на чумната епидемия, за построяване на кораби и крепости, които да защитават острова. Успешно въвежда и прилага най-новите постижения в корабостроенето. Създава училища, в които много киприоти получават образование, съответстващо на стандартите на това време, и освен гръцки, изучават френски, италиански, латински и арабски език. С отговорното си управление той успява постепенно да превърне Кипър в една просперираща ренесансова държава. В очите на своите съвременници Катерина въплъщава влиянието на фамилията Корнаро върху кралството, което тя всъщност избягва да проявява. С течение на времето Катерина получава уважението на кипърци като разумна и хуманна кралица, покровителка на изкуствата.
Година след сватбата, в началото на юли 1473 г., когато Катерина вече е бременна, младият крал заминава на ловен поход в околностите на Фамагуста. След лова, по време на вечерята, той внезапно получава силни болки в стомаха. При това чичовците на кралицата Андреа Корнаро и Марко Бембо се държат странно неадекватно – те изолират краля и не допускат никого до него до пристигането им във Фамагуста. В същото време, по странно стечение на обстоятелствата, венецианският адмирал Пиетро Мочениго се намира начело на венецианския флот в крайбрежните води на Кипър. Умиращият крал все пак успява да изяви последната си воля, оставяйки кралството в ръцете на Катерина като регент и обявявайки за свой законен наследник нероденото си дете. В случай на смърт на детето властта преминава към Катерина и най-близките родственици от фамилия Лузинян. Кралят умира през нощта на 7 юли 1473 г. Официалната причина за смъртта му е дизентерия. На следващия ден цялата кипърска аристокрация, независимо от националност и политически предпочитания, се заклева във вярност на Катерина като кралица на Кипър.

## Регентка на Жак III дьо Лузинян
Почти два месеца след смъртта на краля, на 28 август 1473 г., Катерина ражда сина си Жак III дьо Лузинян, наследник на трона. Радостното събитие се празнува от народа в продължение на три дни. На възраст от няколко месеца, момчето е коронясано за крал на Кипър, Йерусалим и Армения. За регенти са определени Катерина и нейните чичовци Андреа Корнаро и Марко Бембо.
Силното влияние на Венеция на острова предизвиква негодуванието на кипърските благородници, подклаждано допълнително от папата и неаполитанския крал Фердинанд I, който се стреми да постави на трона на страната сина си Алфонсо. Латинският архиепископ Фабрициус, лидер на партията на Алфонсо, пристига в Кипър от Неапол с две въоръжени галери и писмо от папата, посочващо чичовците на кралицата като убийци на Жак ІІ. Заговорниците нахлуват в двореца на Фамагуста и в битката, която следва, Андреа Корнаро и Марко Бембо са убити. Малочислените венециански части са разоръжени, а кралицата и малкия ѝ син стават заложници на бунтовниците. Така Кипър попада под влиянието на архиепископа на Никозия и неговите неаполитански съюзници.
„Народното възмущение“ се ръководи от група висши сановници, бивши приближени на краля, между които и архиепископът на Кипър. Те започват сложна и опасна игра, целта на която е да се предотврати пълното завземане на Кипър от венецианците. Беззащитната и потънала в скръб 19-годишна кралица търпеливо очаква освобождението си с помощта на Венецианската република, въпреки че знае, че единствена преграда срещу венецианското завладяване на Кипър остава синът и Жак III.
На 31 декември 1473 г., узнавайки за приближаването на целия средиземноморски флот на Венеция, бунтовниците бързо напускат страната и намират убежище в крепостта на хоспиталиерите на остров Родос. Този бунт дава прекрасен предлог на Венецианската република да завземе Кипър „в името на безопасността и свободата“. В чест на своята „освободителна“ мисия адмирал Пиетро Мочениго устройва голям военен парад във Фамагуста, на който Катерина му предава златния щит, украсен с герба на Лузиняните. Така венецианците фактически завземат страната, установяват свои гарнизони на острова и раздават всички по-важни административни постове на свои хора.
Венециански гарнизони и командири са въведени в крепостите на острова и всички онези, които са враждебно настроени към Венеция или е вероятно да причинят неприятности, включително привържениците на покойния цар, са отстранени и изпратени в изгнание. Катерина остава кралица на Кипър в продължение на петнадесет години, но няма никаква реална власт, тъй като всички основни служби в царството са в ръцете на венецианците.
В помощ на кралицата венецианският сенат назначава двама консули и един управител, чиито пълномощия включват командването на войската, контролът над всички административни учреждения и управлението на финансите. Цялата изпълнителна власт се съсредоточава в техни ръце, въпреки че формално всички разпореждания се издават от името на кралицата.
Жак III, малкият син на Катерина, умира на 26 август 1474 г. в навечерието на първия си рожден ден, по официални данни – от малария. Последният Лузинян е погребан в гроба на своя баща във Фамагуста. В писмо до венецианския дож Катерина, която става едноличен владетел на страната, обвинява за смъртта на сина си двамата консули и управителя. Те не са позволили болното дете да бъде отведено от Фамагуста в Никозия, където може да получи медицинска помощ. Преди сенатът да реагира, ден след смъртта на детето умира консулът Луис Габриел, скоро след него умира и вторият консул, Франсис Миньо. И накрая, на 6 януари следващата година, умира и управителят Джовани Соранцо. С това е приключен проблемът с предполагаемото убийство на Жак III.

## Абдикация
Венецианската република назначава нови консули и нов управител в Кипър, с още по-големи пълномощия, а Катерина е принудена да приеме наложения ред, ако иска да продължи да бъде кралица. Ухажвана е от сина на неаполитанския крал и от султана на Египет, като и двамата се стремят към управлението на Кипър. Катерина не спира да търси изход от създалото се положение. В продължение на над 3 години нищо не се променя, но през 1478 г. в европейските кралски дворове започва да се говори за предстоящия брак на Катерина с неаполитанския кралски син Алфонсо, отдавнашен враг и конкурент на Венеция. Правителството във Венеция се опасява, че ако тя се омъжи, би могла да роди нов наследник на трона. Има опасност и кралицата да оглави бунт срещу венецианските си съветници и да си възвърне властта над острова с помощта на кипърците, Неапол и султана на Египет.
Сенатът прави бърз ответен ход, като на 22 октомври 1488 г. приема тайно решение да принуди Катерина да абдикира от кипърския престол. Предлагат ѝ прост избор – ако се откаже доброволно от трона, ще може да изживее остатъка от живота си, почитана като велика дъщеря на Венеция. Ако откаже, сенатът ще я обвини в предателство към Републиката, ще бъде отстранена от престола и Венеция ще поеме управлението на Кипър като пряк неин наследник. Деликатната мисия е поверена на майка ѝ Фиоренца Корнаро, която заминава за Кипър да я убеди да абдикира и да запази честта и доброто име на фамилията. По-късно сенатът прехвърля задачата на брата на Катерина – Джорджо. Той се намира в Кипър, съпроводен от адмирала и значителна част от венецианския флот.
Катерина няма друг избор, освен да се откаже от кралството, и на 26 февруари 1489 г. подписва официалния акт за абдикация. След тържествено богослужение в катедралния храм на Фамагуста се състои церемонията по предаване на кралството под управлението на Венецианската република. Облечена в траур, Катерина напуска острова на 18 март. Фамилният флаг на Лузиняните, издиган на острова в продължение на почти 300 години, е спуснат завинаги.

## Последни години
Катерина Корнаро се завръща във Венеция на 14 май 1489 г., а фамилията ѝ се заема с управлението на Кипър като представители на Венецианската република. Тя получава правото да запази титлата си на кралица и прекарва остатък от живота си в отреденото ѝ владение Азоло – графство на Венецианската република на територията на днешния италиански регион Венето.
Катерина превръща мястото в един от най-известните центрове за образование и изкуство по време на Ренесанса и пренася в него артистичния вкус на Кипър. На това идилично място тя организира център за стимулиране на изкуствата и Академия по хуманизъм, наречена Civilta di villa, която след смъртта ѝ е преместена във Венеция.
Кани в замъка си много поети и художници. Посещава я поетът Пиетро Бембо, който в края на века с нейно спонсорство пише поемата „Gli Asolani“, разказваща за фиктивен форум в Азоло, проведен от Платон и посветен на любовта. Домът ѝ е посещаван от художниците Джентиле Белини, Албрехт Дюрер, Лоренцо Лото, Джорджоне, Тициан и други. Много от тях рисуват нейни портрети или цели картини, които днес имат историческо значение.
През 1509 г., малко преди смъртта си, Катерина губи имението си, защото в резултат на войната с Италия Венеция губи много територии, в това число и Азоло. Когато италианските войски завземат замъка ѝ, тя бяга във Венеция.
През април 1510 г. става известно, че Катерина не само не е загубила надежда да си върне кипърския трон, но и предприема и конкретни действия в тази насока. Почти три месеца след това тя внезапно получава силни болки в стомаха. Три дена по-късно, в 4 часа през нощта на 10 юли 1510 г., Катерина умира в покоите си в семейния дворец „Сан Касиано“, където е родена преди 56 години.
Погребана е в църквата „Свети апостоли“ във Венеция, а през 1575 г. останките ѝ са пренесени в църквата „Свети Салвадор“. Костите ѝ са положени в голяма гробница, предназначена за нея и брат ѝ Джорджо, където тя все още почива. Паметникът над гроба ѝ е изработен от карарски мрамор. На централния барелеф е изобразена като кралица на Кипър, предаваща короната си на венецианския дож. От двете страни на релефа два ангела носят герба ѝ. В основата се чете латинският надпис „Катерина Корнаро, кралица на Кипър, Йерусалим и Армения“. В средата на паметника е оставена ниша, в която е трябвало да се постави бюстът на Катерина. Не е ясно дали това е станало, но в наши дни той липсва.

## Памет
Предпоследната опера, написана от Гаетано Доницети, е „Катерина Корнаро" от 1844 г. Тя е и последната, поставена преди смъртта на композитора. Премиерата се състои през 1844 г. в Неапол. Опери за Катерина пишат още Фроментал Алеви (La reine de Chypre (1841)), Франц Лахнер (Catharina Cornaro (1841)), Виктор Херберт и други.
Нейни портрети рисуват известни ренесансови художници. Портретът ѝ, дело на Джентиле Белини от 1500 г., се намира в Музея за изящни изкуства на Будапеща. Акварелният ѝ портрет от Албрехт Дюрер е създаден през 1494 г. Джорджоне рисува кралицата на бял кон по време на лов, а Тициан – облечена като Света Екатерина Александрийска. През 1800 г. Жан II ван Гревебрюк рисува кралицата, седнала на трона, а картината, изработена с акварел, се намира в Музей „Корер“ във Венеция. В същия музей се съхранява и платното на гръцкия художник Антониос Василакис „Завръщането във Венеция на Катерина Корнаро, кралица на Кипър“.
През 1842 г. италианският художник Франческо Айец, развълнуван от трагичната съдба на кралицата и под влияние на възхищението си към операта на Доницети, рисува картината „Катерина Корнаро абдикира от кипърския престол“. На нея е изобразен и брат ѝ Джорджо, който е отворил прозореца и сочи на Катерина венецианския флаг с лъва на Свети Марко, развят над замъка ѝ.
През 2011 г. музеят „Метрополитън“ в Ню Йорк дава за реставрация картината на Белини. Тогава на гърба ѝ е открит следният текст: „Венецианският сенат ме нарича дъщеря. Кипър, мястото на деветте царства, ми е подчинен. Виждате колко съм велика. Още по-велика е ръката на Джентиле Белини, който е уловил моя образ на такава малка площ.“.